# Theodolite Hill
Theodolite Hill är en kulle i Antarktis. Den ligger i Västantarktis. Argentina, Chile och Storbritannien gör anspråk på området. Toppen på Theodolite Hill är 814 meter över havet, eller 70 meter över den omgivande terrängen. Bredden vid basen är 0,83 km.
Terrängen runt Theodolite Hill är huvudsakligen lite bergig. Trakten är obefolkad. Det finns inga samhällen i närheten. 